# Sabotalerche

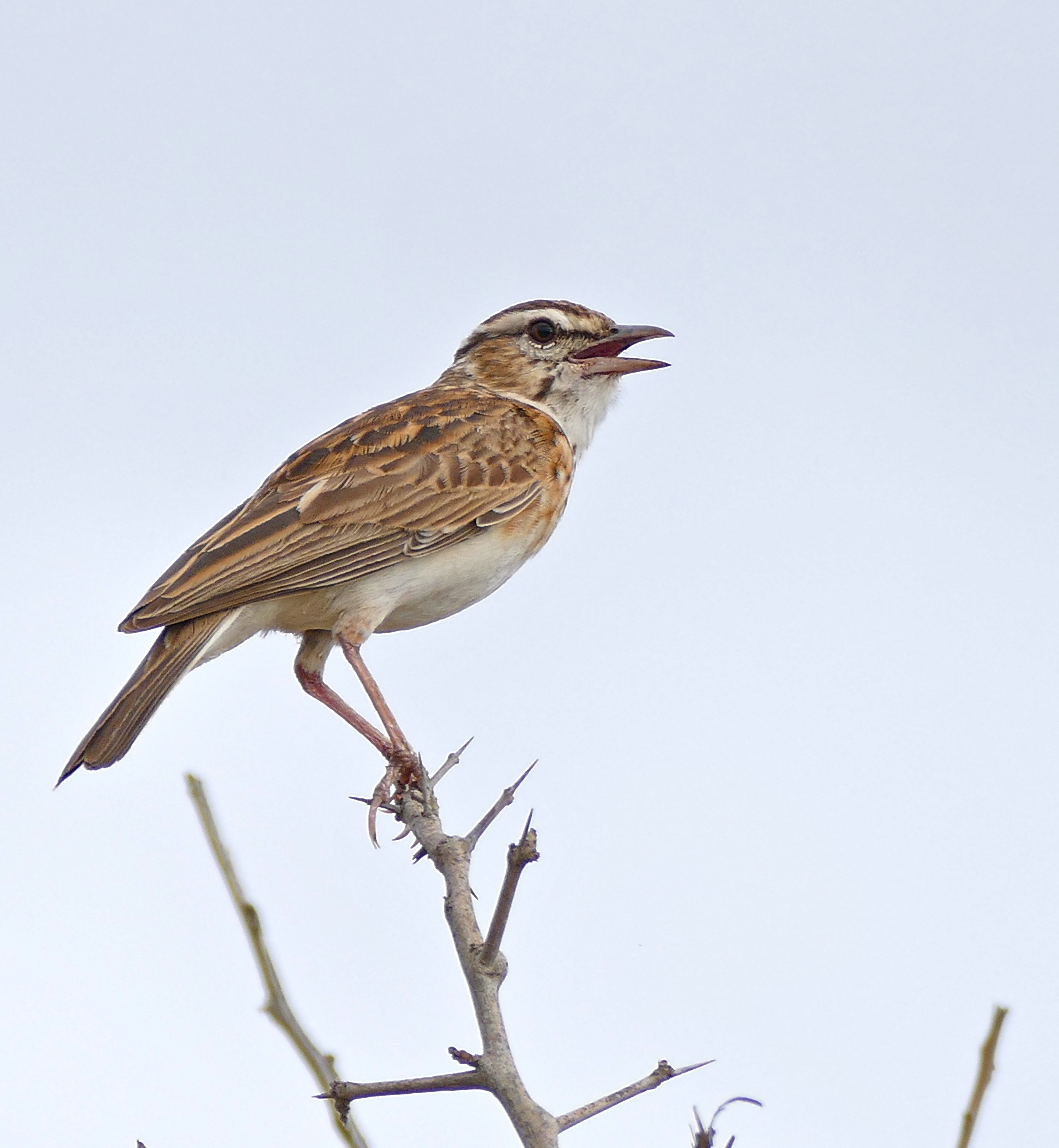
Singende Sabotalerche

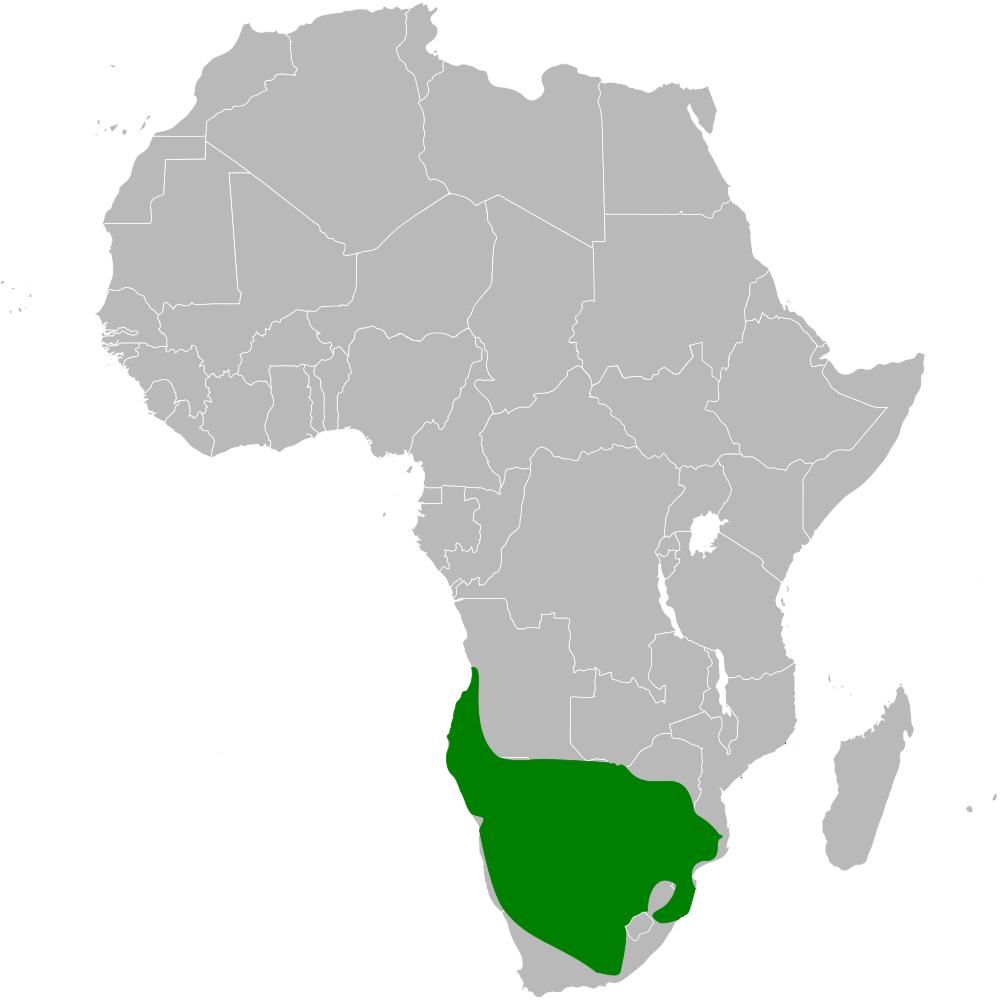
Verbreitungsgebiet der Sabotalerche

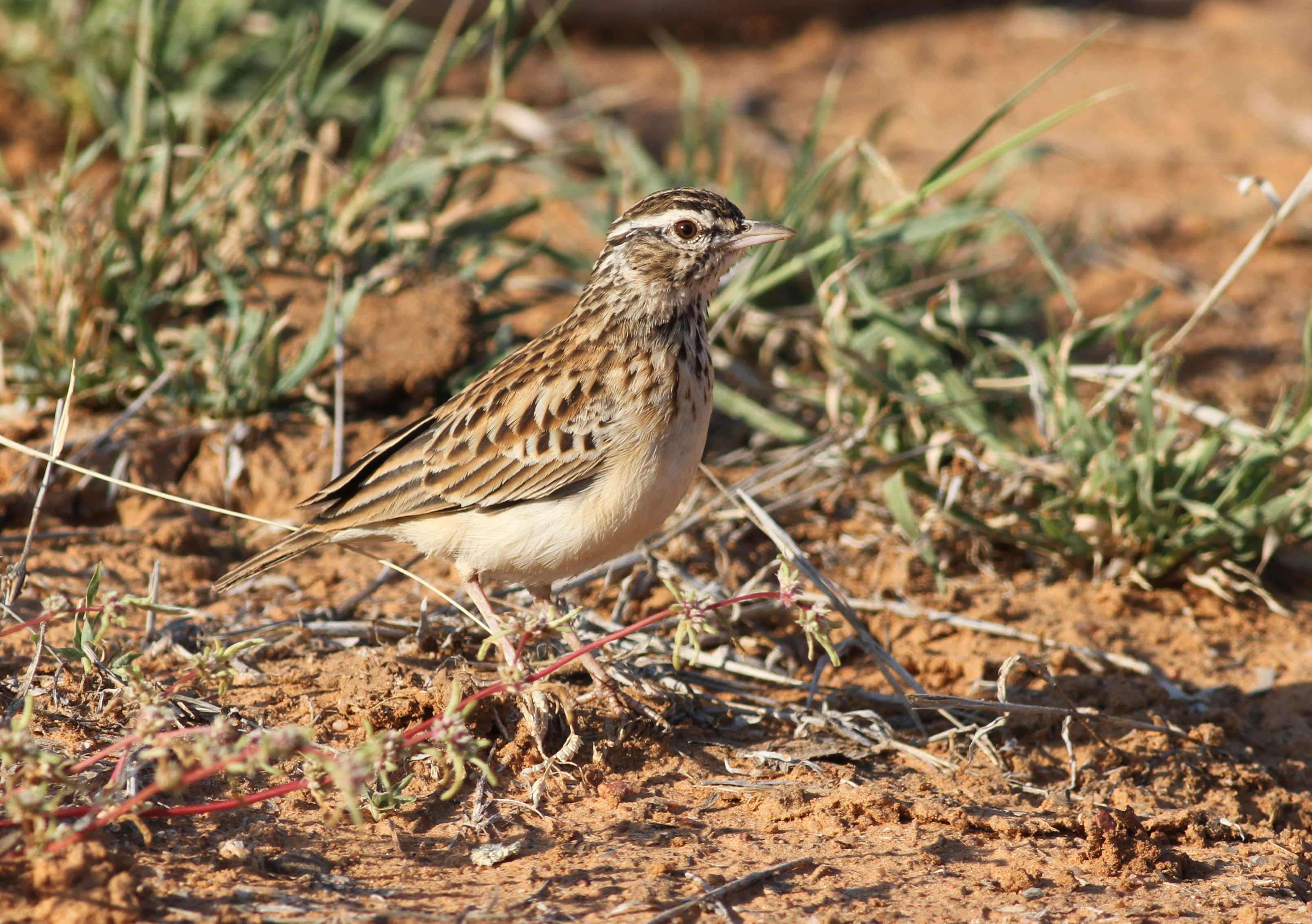
Sabotalerche, Mapungubwe-Nationalpark, Südafrika

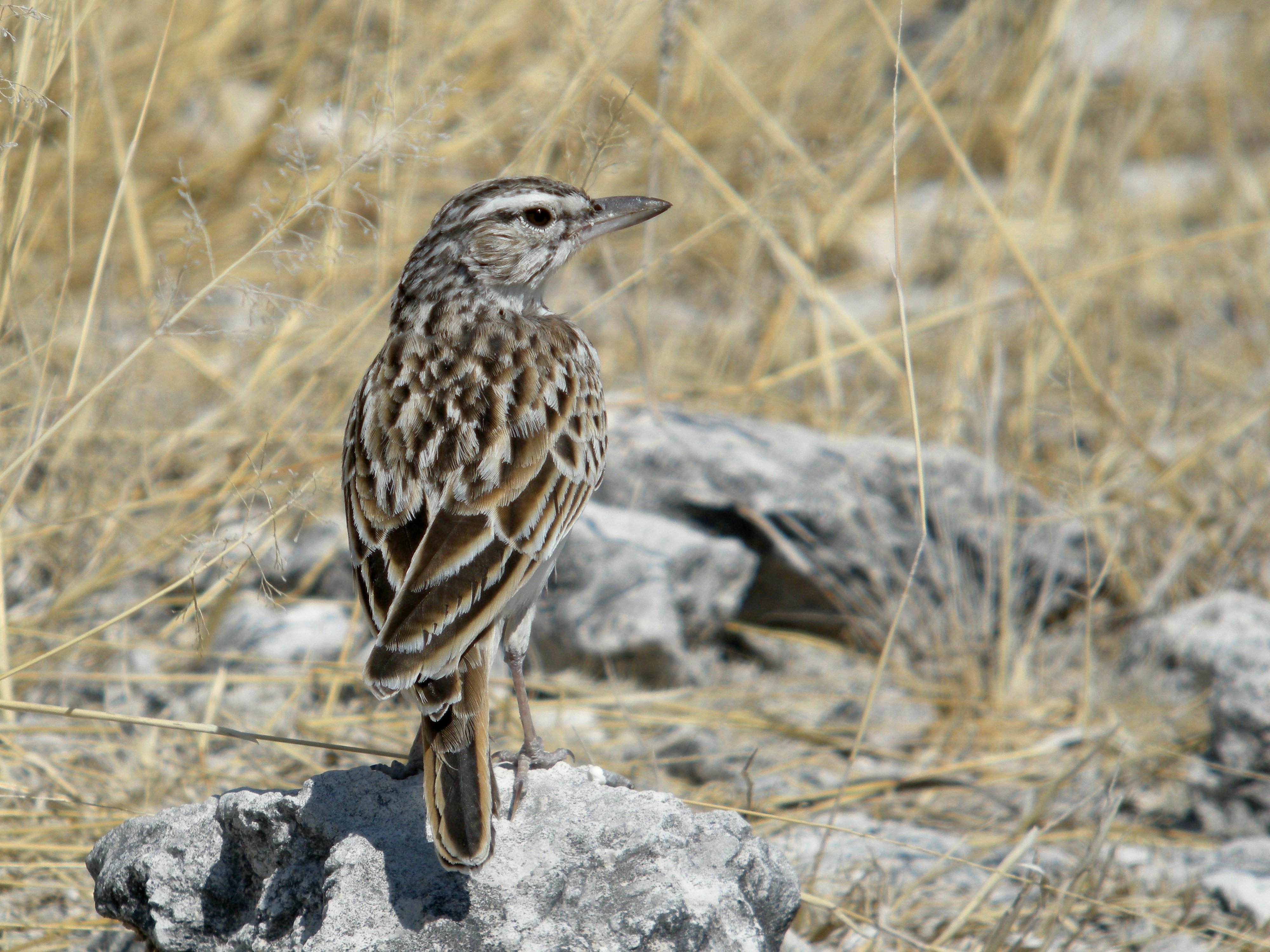
Sabotalerche

Die Sabotalerche (Calendulauda sabota) ist eine Art aus der Familie der Lerchen. Sie ist eine im Süden des afrikanischen Kontinents verbreitete Art. Sie ist deutlich kleiner als eine Feldlerche und erinnert im Habitus an eine Heidelerche. Man unterscheidet mehrere Unterarten.
Die Bestandssituation der Sabotalerche wird als ungefährdet (least concern) eingestuft. Sie wurde der Gattung Mirafra zugeordnet, genetische Untersuchungen haben aber ihre Zuordnung zur Gattung Calendulauda bestätigt.

## Merkmale
Die Sabotalerche erreicht eine Körperlänge von 14 bis 15 Zentimeter, wovon 4,1 bis 4,6 Zentimeter auf den Schwanz entfallen. Der Schnabel misst vom Schädel aus gemessen zwischen 1,4 und 1,66 Zentimeter. Sabotalerchen wiegen zwischen 21 und 31 Gramm. Es besteht kein auffälliger Geschlechtsdimorphismus.
Der Scheitel und die Körperoberseite der Sabotalerche ist braun mit einer deutlichen schwärzlichen Strichelung. Während die Scheitelfedern gelb braun gesäumt sind, haben die Federn von Mantel und Rücken eine rötliche Säumung. Der weißliche Überaugenstreif ist sehr ausgeprägt und zieht sich fast bis in den Nacken, wodurch der Eindruck einer Kappe entsteht. Eine dunkle Linie verläuft von der Schnabelbasis über das Auge. Die Wangen und Ohrdecken sind hellbraun. Das Kinn und die Kehle sind weiß, der Vorderhals sowie die Halsseiten sind gelblich braun mit einer etwas dunkleren Streifung. Die Brust ist hell rötlich-braun mit einer deutlicheren dunkelbraunen Strichelung. Die übrige Körperunterseite ist blass gelbbraun bis weiß. Die Hand- und Armschwingen sind dunkelbraun mit schmalen gelbbraunen Säumen. Die Schwanzfedern sind ockerfarben, das mittlere Steuerfederpaar ist dabei breit gelblich-braun gesäumt, die sechste (äußerste) Steuerfeder hat eine gelbbraune Außenfahne. Der Schnabel ist dunkel hornfarben. Die Iris ist braun.

## Verwechslungsmöglichkeiten
Im Verbreitungsgebiet der Sabotalerche kommt die Savannenlerche vor, mit der sie bei Feldbeobachtungen verwechselt werden kann. Die Savannenlerche hat jedoch einen Weißanteil bei der äußersten (sechsten) Steuerfeder, der sich bei der Sabotalerche nicht findet. Außerdem ist der Überaugenstreif bei der Sabotalerche deutlich auffälliger.

## Gesang
Die Sabotalerche gehört zu den Lerchen mit ausgeprägter Spöttereigenschaft und imitiert mit ihrem Gesang zahlreiche andere Vogelarten. Es wurden bis zu 60 verschiedene Vogelarten gezählt. Bei einer Untersuchung in der Kalahari wurden unter anderem der Doppelband-Rennvogel (Rhinoptilus africanus), die Zirplerche, der Drosselschnäpper (Melaenornis infuscatus), der Rostschwanz (Cercomela familiäres), das Schnurrbärtchen (Sporopipes squamifrons) und der Kapsperling festgestellt. Im Westen Namibias wurde die Nachahmung der Kap-Langschnabellerche, des Bleichschnäppers (Cercomela Schlegels) und des Fahlflügelstars (Onychognatus napouroup) nachgewiesen.

## Verbreitungsgebiet und Lebensraum
Die Sabotalerche kommt von der Küste Westangolas bis in den Süden von Angola vor. Ihr Verbreitungsgebiet umfasst außerdem den Norden von Namibia, Botswana, den Süden von Simbabwe und den Süden von Mocambique sowie den Süden der Südafrikanischen Republik.
Die Sabotalerche kommt in Savannengebieten vor, die Lehm- oder Sandböden aufweisen. Sie ist außerdem an steinigen Hängen anzutreffen sowie auf mit Dornbüschen bestandenen Uferflächen.

## Verbreitungsgebiet der einzelnen Unterarten
Es werden neun Unterarten unterschieden:
- C. s. plebeja (Cabanis, 1875) – Ursprünglich als eigenständige Art in der Gattung Alauda beschrieben, kommt diese Unterart im äußersten Nordwesten Angolas vor (Provinz Cabinda).
- C. s. ansorgei (Sclater, WL, 1926) – Vorkommen in Westangola
- C. s. naevia (Strickland, 1853) – Westnamibia. Wird gelegentlich gemeinsam mit C. s. bradfieldi und C. s. herero als eigenständige Art behandelt.[2]
- C. s. waibeli (Grote, 1922) – Vorkommen im Norden von Namibia und Botswana
- C. s. herero (Roberts, 1936) – Vorkommen im Süden und Osten von Namibia sowie im Nordwesten der Südafrikanischen Republik.
- C. s. sabota (Smith, 1836) – Vorkommen im Osten von Botswana, im Zentralgebiet von Simbabwe und im Nordosten der Südafrikanischen Republik.
- C. s. sabotoides (Roberts, 1932) – Vorkommen im Zentralgebiet und im Süden von Botswana, im Westen von Simbabwe und im Norden der Südafrikanischen Republik.
- C. s. suffusca (Clancey, 1958) – Vorkommen im Südosten von Simbabwe, im Süden von Mocambique und im Osten der Südafrikanischen Republik.
- C. s. bradfieldi (Roberts, 1928) – Vorkommen im Zentralgebiet der Südafrikanischen Republik.

## Lebensweise
Die Sabotalerche frisst ein großes Spektrum an Insekten, darunter Raupen, Feldheuschrecken und Termiten. Eine geringere Rolle spielen Ameisen.  Sie wurde noch nicht an Wasserstellen beobachtet, ihren Flüssigkeitsbedarf deckt sie vermutlich durch Tautropfen. Sie lebt einzelgängerisch oder paarweise.
Wie alle Lerchen ist die Sabotalerche ein Bodenbrüter. Das Nest ist ein Napf aus trockenem Gras, das meist am Fuß niedriger Vegetation errichtet wird. An Stellen, an denen das Nest von wenig Vegetation beschattet wird, wird von der Sabotalerche Gräser so eingebaut, dass sie das Nest überwölben. Das Gelege besteht aus zwei bis vier Eiern. Das Frischvollgewicht liegt bei 2,47 Gramm.

## Einzelbelege
1. ↑  Pätzold: Kompendium der Lerchen. S. 121.
2. 1 2 3 4   Handbook of the Birds of the World zur Sabotalerche, aufgerufen am 23. März 2017
3. ↑  Pätzold: Kompendium der Lerchen. S. 117.
4. ↑  Pätzold: Kompendium der Lerchen. S. 118.
5. 1 2  Pätzold: Kompendium der Lerchen. S. 119.
6. 1 2  Pätzold: Kompendium der Lerchen. S. 120.
7. ↑  IOC World Bird List 6.4. In: IOC World Bird List Datasets. doi:10.14344/ioc.ml.6.4 (englisch, worldbirdnames.org).